# Parque nacional de Asinara
El Parque nacional de Asinara tiene una extensión de 746 km². Comprende la isla de Asinara, que pertenece a la comuna de Porto Torres, en la provincia de Sassari, en Cerdeña, así como la zona marina que la rodea. La isla, montañosa, posee una superficie de 51 km2 y 110 km de costa. Habitada desde el neolítico, con solo dos pequeñas superficies planas para cultivar en un entorno de colinas que culminan a 408 m, fue deshabitada en 1885 y sus habitantes trasladados a Stintino, la localidad más cercana, para construir un lazareto y una prisión, y finalmente una prisión de alta seguridad hasta 1997, en que fue cerrada. 

## Vegetación
La vegetación, dominada por la maquia, está muy degradada por la introducción de cabras, muflones y jabalíes. Destaca una planta tóxica, la lechetrezna arbórea, y hay un bosquecillo de encinas en la zona donde estaba la cárcel y hay una pequeña localidad, Cala d'Oliva, que se usa como Observatorio de la memoria, para los guardas forestales y los turistas. 

## Historia
En este lugar se refugiaron los magistrados Giovanni Falcone y Paolo Borsellino durante el Maxi Proceso contra la mafia de 1987, y estuvo preso Salvatore Riina. La zona protege el llamada asno de Alsinara, una raza de asnos albinos propios de la isla.